# Sztaksel

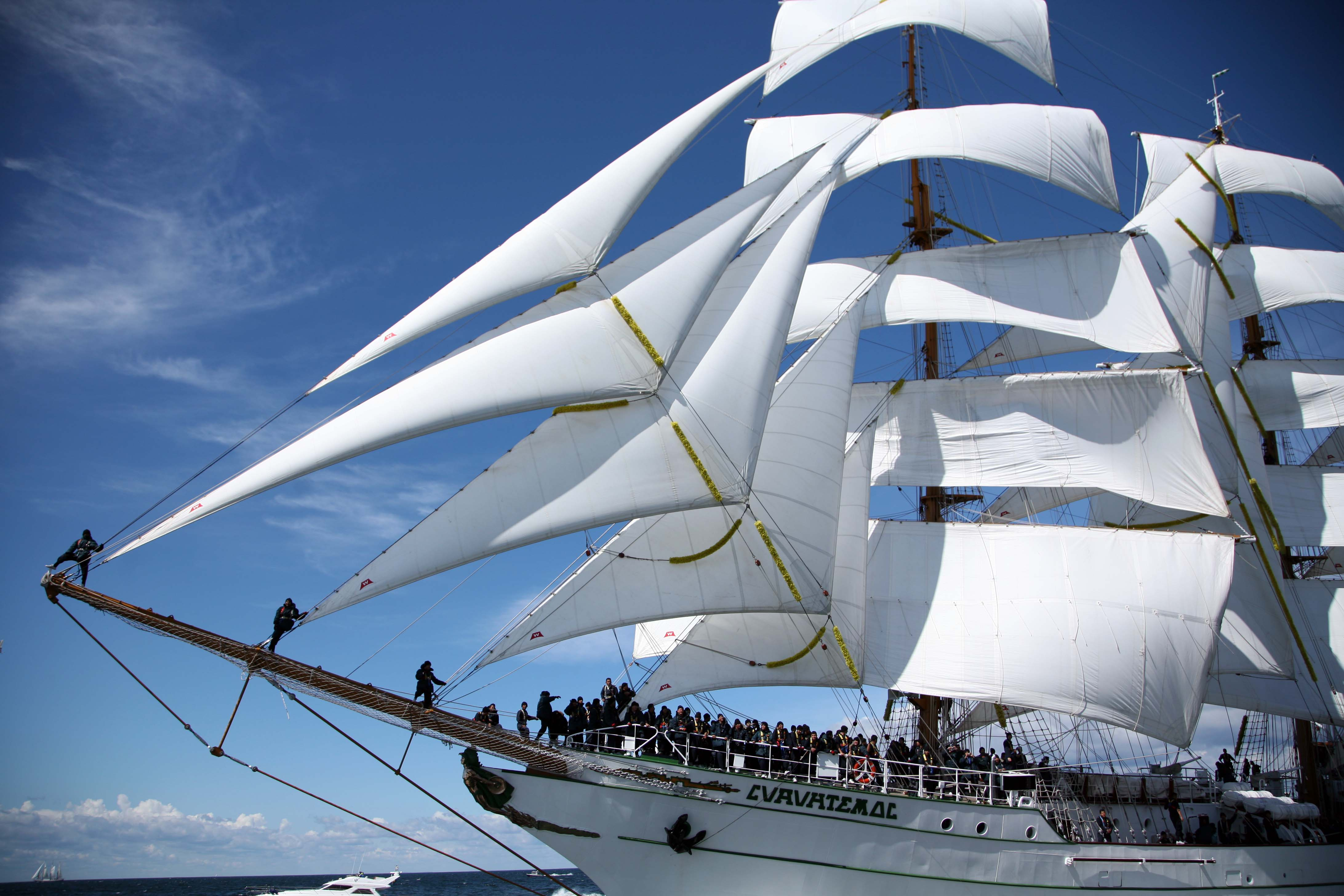
Sztaksle przednie w konfiguracji z bukszprytem

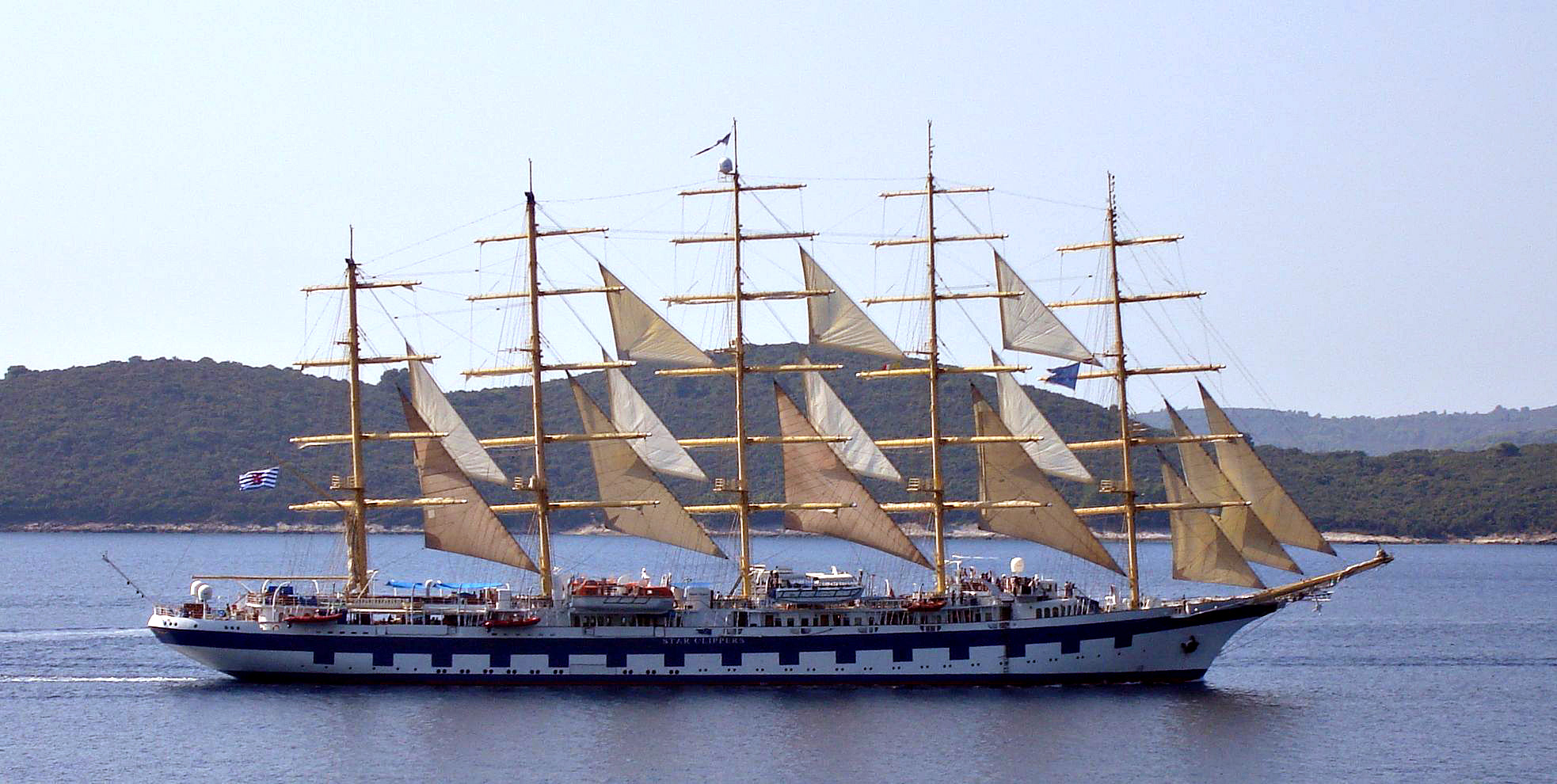
Fregata SV Royal Clipper z postawionymi jedynie sztakslami.

Sztaksel – rodzaj żagla, przeważnie w kształcie trójkątnym, rozpinanego na sztagu jednostki pływającej. Zazwyczaj sztaksle nie posiadają własnych drzewc. Dzielą się na przednie bądź przymasztowe.

## Budowa sztaksla
Podstawowymi elementami budowy sztaksla są trzy liki oraz trzy rogi w miejscu ich zbiegu:
- lik przedni – krawędź wzdłuż sztagu, mocowana suwliwie np. za pomocą okuć w kształcie obręczy (raks) lub karabinków.
- lik dolny – krawędź dolna
- lik wolny – krawędź boczna, niemocowana
- róg fałowy – górny róg sztaksla, miejsce mocowania fału służącego do stawiania żagla oraz (stosowany na większych jednostkach) kontrafału do ściągania żagla w dół.
- róg halsowy – dolny, przedni róg sztaksla, może być mocowany bezpośrednio do odpowiedniego okucia albo, jeśli sztaksel pracuje wyżej na sztagu (latacz), przy pomocy liny – halsu.
- róg szotowy – dolny, tylny róg sztaksla, miejsce mocowania szotów służących do odpowiedniego ustawiania żagla względem wiatru.

## Nazewnictwo sztaksli
Sztaksle przednie noszą nazwy własne. W przypadku sztaksli międzymasztowych nazewnictwo następuje według reguły: nazwa masztu lub jego części, z której schodzi żagiel + "sztaksel" np. grotsztaksel. Występują odstępstwa od tej reguły (szczególnie na mniejszych jednostkach) np. apsel, krojcsztaksel.
Czasami wszystkie sztaksle przednie nazywa się zbiorczo kliwrami, a wtedy skrótowo sztakslami nazywa się ogół sztaksli międzymasztowych.

## Podział sztaksli ze względu na usytuowanie

### Sztaksle przednie
To sztaksle wiszące przed przednim masztem, na sztagach schodzących w dół do dziobowej części pokładu lub do poszczególnych części bukszprytu. Liczba sztaksli dochodzi zazwyczaj do czterech, ale w skrajnych przypadkach może wynosić nawet sześć. Sztaksle przednie noszą jednostki wszystkich typów, a więc zarówno te zaopatrzone w ożaglowanie rejowe, jak i te z ożaglowaniem mieszanym lub wyłącznie skośnym. Do tej grupy można zaliczyć:
- fok – podstawowy sztaksel podnoszony przy maszcie znajdującym się najbliżej dziobu jednostki
  - fok marszowy – podstawowy typ foka do żeglugi w standardowych warunkach dla danej jednostki
  - foki pasatowe – inaczej bliźniaki; para symetrycznych żagli stawianych na dwóch bliźniaczych sztagach
  - fok sztormowy – zamiennik foka wykonany z wytrzymalszego materiału i często o zredukowanej powierzchni, przeznaczony do żeglugi w warunkach sztormowych
- genua – zamiennik foka o większej powierzchni (szerszy, zachodzący za maszt);
  - odmiany genui: dryfter, ghoster, reacher, staysail;
- kliwer – występujący pojedynczo lub w parze z fokiem sztaksel przedni o wysoko podniesionym rogu halsowym (w przypadku występowania bukszprytu mocowany do jego końca)
- latacz – występujący na sztagu przed kliwrem, ale także wyżej od pozostałych sztaksli przednich, które wszystkie (oprócz niego) stoją w rzędzie
- bomkliwer – występuje przed kliwrem, jest żaglem pierwszym, lub drugim (gdy stosowany jest latacz)
- sztafok lub foksztaksel – ostatni ze sztaksli przednich, począwszy od jednostek dwumasztowych, ponieważ "dotychczasowy" fok, funkcjonuje teraz jako nazwa głównego żagla pierwszego masztu. Dwie występujące tu nazwy zwyczajowo stosuje się wobec konkretnych typów ożaglowania.
- fokstensztaksel – występuje na bukszprycie za kliwrem
- balonfok
- demoiselle

Gdy występuje wszystkie sześć sztaksli przednich, to mają one następującą kolejność: 1-latacz, 2-bomkliwer, 3-kliwer, 4-fokstensztaksel, 5-foksztaksel, 6-sztafok.

### Sztaksle międzymasztowe
To sztaksle wiszące na sztagach następnych masztów, stosowane głównie przy ożaglowaniu rejowym lub skośnym sztakslowym (szkuner sztaksolwy, kecz sztakslowy). Ich nazwy pochodzą od nazw poszczególnych fragmentów masztu. Na masztach rejowych może występować do czterech sztaksli międzymasztowych, zaś na masztach ożaglowania skośnego wystarczają trzy. Licząc od góry, są to:
- w przypadku grotmasztu rejowego: 1-grotbombramsztaksel, 2-grotbramsztaksel, 3-grotstensztaksel, 4-grotsztaksel
- w przypadku grotmasztu "skośnego": 1-grotbramsztaksel, 2-grotstensztaksel, 3-grotsztaksel
- w przypadku stermasztu: 1-sterbombramsztaksel, 2-sterbramsztaksel, 3-sterstensztaksel, 4-stersztaksel
- w przypadku bezanmasztu: 1-bezanbramsztaksel, 2-bezanstensztaksel, 3-bezansztaksel

### Sztaksle tylne
- achtersztaksel – wiszący na achtersztagu, stosowany na jednostkach jednomasztowych z masztem przesuniętym ku przodowi jednostki

## Podział sztaksli ze względu na sposób szycia (krojenia)
| horyzontalne | biradialne | triradialne | w gwiazdę |